# Биурет
Биурет — органическое соединение состава С2H5N3О2, амид аллофановой кислоты.
Открыт в 1847 г. Видеманом при нагревании мочевины до 150—170 °C. Реакция ведётся на масляной бане до тех пор, пока взятая проба перестанет вполне растворяться вследствие образования циануровой кислоты. Эту последнюю удаляют из раствора свинцовым уксусом, осаждают свинец сероводородом, фильтруют и выпаривают; выделившееся вещество очищают кристаллизацией из воды и слабого раствора аммиака. Биурет представляет длинные иглы, плавящиеся с разложением при 190 °C. Из спирта выделяется в безводных длинных листочках. 65 частей воды при 15 °C растворяют 1 часть вещества.
Образуется при нагревании эфиров аллофановой кислоты с аммиаком до 100 °C и при действии аммиака на трибромацетилмочевину NH2·CO·NH·CO·CBr3 (Байер). Водный раствор биурета даёт с едким натром и медным купоросом луково-красное окрашивание, которое при избытке купороса становится фиолетовым (биуретовая реакция); при осаждении смеси растворов биурета и азотно-серебряной соли едким натром выделяется соединение Ag2С2Н3N3О2.
При нагревании биурет распадается с выделением аммиака и образованием циануровой кислоты; при кипячении с едким баритом даёт угольную кислоту, аммиак и мочевину; при 120 °C вступает в соединение с хлороводородом; образующееся вещество 2C2H5N3O2·HCl отдаёт воде свою соляную кислоту.